# Мил Вилиџ (Пенсилванија)
Мил Вилиџ (енгл. Mill Village) град је у америчкој савезној држави Пенсилванија.

## Демографија
По попису из 2010. године број становника је 412, што је 0 (0,0%) становника више него 2000. године.
| Група             | 2000.       | 2010.       |
| Белци             | 405 (98,3%) | 401 (97,3%) |
| Афроамериканци    | 1 (0,2%)    | 1 (0,2%)    |
| Азијати           | 0 (0,0%)    | 2 (0,5%)    |
| Хиспаноамериканци | 0 (0,0%)    | 0 (0,0%)    |
| Укупно            | 412         | 412         |